# Tequila (Jalisco)
Tequilaⓘ – miasto w Meksyku, w prowincji Jalisco. W 2005 liczyło 33 155 mieszkańców.

## Miasta partnerskie
- Jelenia Góra, Polska
- Jerez de la Frontera, Hiszpania